# Яхнівський заказник
«Яхнівський заказник» — ландшафтний заказник місцевого значення.
Заказник знаходиться на території Кухарівського лісництва квартали 1, 2, 3, 14, 15, 16, 1, 19, 20 (всі виділи) ДП «Тетерівський лісгосп» в адміністративних межах Кухарської сільської ради Іванківського району.
Заказник оголошено рішенням Київської обласної ради V скликання від 23.07.2009 р. № 490-25-V.  Наукове обґрунтування створення заказника підготовлено експертами Ukrainian Nature Conservation Group.

## Рослинний світ заказника
Рослинність території представлена мішаним, переважно пристигаючим та стиглим деревостаном, який утворений сосною звичайною, дубом черешчатим, березою бородавчастою. Ключову природну цінність заказника становлять сосново-дубові ліси з домінуванням ялівцю звичайного віком 100—130 років.
Трав'яний покрив утворюють осока пальчаста, верес звичайний, зимолюбка зонтична, ортилія однобока, зірочник ланцетолистий, чорниця звичайна, брусниця звичайна, суниця лісова, плаун булавовидний. На півночі ліс виходить на заплаву річки Тетерів, де зустрічаються півники болотні, калюжниця болотна, рогіз вузьколистий, осока низька, очерет звичайний, береза повисла. Зростає тут також сон розкритий, який охороняється І Додатком Бернської конвенції.

## Тваринний світ заказника
З комах у заказнику трапляються махаон, занесений до Червоної книги України. Наявні ропуха звичайна, жаба гостроморда, вуж звичайний, гадюка звичайна, ящірка прудка, а також веретільниця ламка, що охороняється ІІ Додатком Бернської конвенції.
З хижих птахів трапляються канюк звичайний, сови сіра та вухата.
Серед ссавців трапляються сарна європейська, вепр, лисиця звичайна, ласка, заєць сірий, їжак білочеревий та велике різноманіття гризунів.
Територіально об'єкт розміщується вздовж р. Тетерів та відіграє важливу роль у регіональній схемі екологічної мережі, як частина екологічного коридору вдовж всієї цієї річки.